# Перера, Аугурио
Хуан Баутиста Луис Аугурио Перера (исп. Juan Bautista Luis Augurio Perera, встречаются ошибочные варианты Аугусто Перера и Жан Батиста Аугурио Перера; род. ок. 1822, Испания) — британский коммерсант, известный как один из изобретателей современного тенниса.

## Биография
Хуан Баутиста Луис Аугурио Перера родился около 1822 года в Испании в семье Аугурио и Франсески Перера. Его отец был коммерсантом. Уже в 1826 году семья перебралась в Англию, где поселилась в Лондоне. Там же, в Холборне, родились в первой половине 1830-х годов два брата Аугурио-младшего. В 1836 году семья Переры переехала из Лондона в Бирмингем.
Аугурио-младший в отрочестве обучался коммерции, готовясь продолжить отцовское дело, и в 1837 году уже совершал деловые поездки. В 1839 году его отец снова переехал с остальным семейством, на этот раз в Манчестер, оставив бирмингемский бизнес на попечении старшего сына. В 1847 году Аугурио-младший женился в Ливерпуле на уроженке Ирландии Шарлотте Луизе О’Доннелл, и между 1848 и 1856 годами у супругов родились три дочери и сын Кортес. В 1855 году в Манчестере в возрасте 62 лет умер отец Аугурио, разделив наследство между женой и тремя сыновьями.

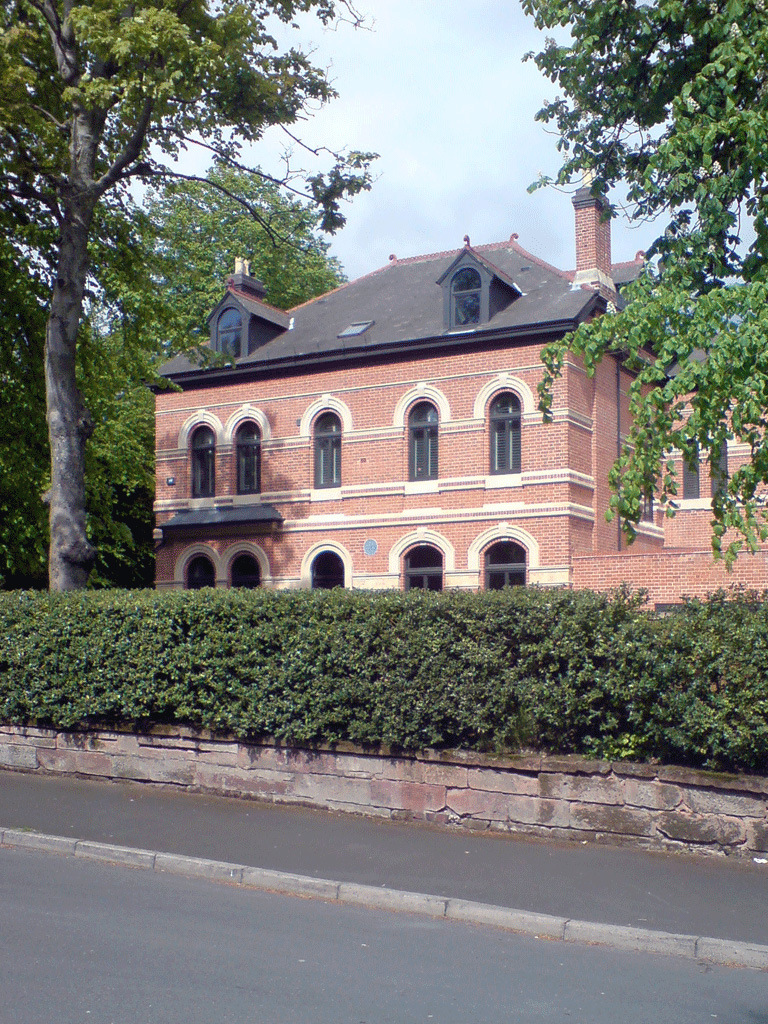
Эдгбастонская усадьба Аугурио Переры

В связи с расширением семьи Аугурио-младший купил в бирмингемском районе Эдгбастон просторную усадьбу, известную под названием «Фэрлайт». Весной 1856 года он официально получил британское подданство. С начала 1860-х годов он проводил с семьёй часть времени в курортном городке Ройал-Лемингтон-Спа. После середины 1880-х годов сведения об Аугурио Перере становятся скудными, и последнее документированное упоминание о нём датируется 1889 годом, когда в газетах Лемингтон-Спа появилось сообщение о свадьбе его дочери Кармен Марианы в Венеции. По одной из теорий, к концу 1880-х годов он вернулся в Испанию, перенеся своё дело в Валенсию. Дата и место смерти Аугурио Переры неизвестны.

## Роль в изобретении современного тенниса
В конце 1850-х и начале 1860-х годов Перера состоял в одном из бирмингемских клубов рэкетса — игры в помещениях, напоминающей классический зальный теннис (ныне известный под названием реал-теннис). Вместе с другим завсегдатаем клуба, майором Гарри Гемом, Перера задумал адаптировать эту игру к открытому пространству, сделав её доступной как вид повседневного досуга. Эксперименты по созданию новой игры велись с 1859 года на крокетном корте в саду Переры в Фэрлайте, и первоначально она получила название «пелота», по аналогии с ещё одной родственной теннису игрой, популярной в Стране Басков; однако она требовала намного меньших усилий, чем настоящая пелота, и в неё могли играть даже дамы в платьях Викторианской эпохи.
Летом 1872 года Перера, Гем и их друзья Фредерик Хейнз и Артур Томпкинс организовали в Ройал-Лемингтон-Спа клуб игры в садовый теннис. Этот клуб оказался недолговечным, но в 1874 году (год, когда Уолтер Уингфилд запатентовал свою версию тенниса на открытом воздухе, в то время носившую название «сферистика»), новый клуб был организован Гемом уже в самом Бирмингеме, на территории Эдгбастонского общества стрельбы из лука. С этого момента игра Гема и Переры уже носила название «лаун-теннис». В том же 1874 году Гарри Гем опубликовал статью в спортивной газете The Field, где рассказал о своих и Переры опытах по модернизации тенниса.
В отличие от сферистики Уингфилда, принятой на вооружение Всеанглийским клубом крокета, пелота Переры и Гема так и не завоевала всеобщей популярности. Тем не менее в 1982 году на стене бывшей усадьбы Переры в Эдгбастоне совместными усилиями ряда общественных организаций Бирмингема была установлена мемориальная доска, сообщающая, что именно здесь в 1865 году была придумана Гемом и Перерой игра в лаун-теннис. В последующие годы Гарри Гем часто упоминался в качестве одного из отцов современного тенниса, но Перера оставался полумифической личностью, даже испанское происхождение которой ставилось под сомнение. Только в начале второго десятилетия XXI века появились исследования испанского историка спорта Фернандо Арречеа Риваса и исследовательницы испанской культуры Керсти Хупер из Уорвикского университета, проливающие свет на детали его биографии.